# Bốn căn bệnh ô nhiễm chính của Nhật Bản
Bốn căn bệnh ô nhiễm chính của Nhật Bản (四大公害病 (Tứ đại công hại bệnh)/ こうがいびょう yondai kōgai-byō) là một nhóm các căn bệnh con người tạo ra do môi trường bị ô nhiễm mà nguyên nhân là do sự xử lý không đúng đắn các chất thải công nghiệp của các tập đoàn doanh nghiệp Nhật Bản. Căn bệnh đầu tiên xảy ra vào năm 1912, và 3 căn bệnh khác xảy ra vào những năm của thập niên 1950 và 1960. 
| Tên bệnh              | Tỉnh bị ảnh hưởng | Nguyên nhân       | Nguồn                                   | Năm  |
| Bệnh itai-itai        | Toyama            | Ngộ độc Cadmi     | Công ty khai thác và luyện quặng Mitsui | 1912 |
| Bệnh Minamata         | Kumamoto          | Thủy ngân Metyla  | Chisso Corporation                      | 1956 |
| Bệnh Niigata Minamata | Niigata           | Thủy ngân Metyla  | Showa Denko                             | 1965 |
| Bệnh xuyễn Yokkaichi  | Mie               | Lưu huỳnh dioxide | Ô nhiễm khí ở Yokkaichi                 | 1961 |

Nhờ các việc tố tụng, tính công khai, và các hành động chống lại các liên đoàn chịu trách nhiệm về vấn đề ô nhiễm, cùng với sự thành lập của Cơ quan môi trường năm 1917 (nay là Bộ Môi trường),  sự gia tăng nhận thức của người dân, và sự thay đổi trong phương thức vận hành công nghiệp, các căn bệnh thuộc loại này đã ít xảy ra hơn sau những năm 1970.

## Bệnh itai-itai
Bệnh itai-itai xuất hiện đầu tiên vào năm 1912 trong tỉnh Toyama. Căn bệnh này được đặt với cái tên "itai-itai" từ cách nói mà các nạn nhân mắc phải thường gào thét; có thể được dịch ra là "bệnh đau quá đau quá".

### Nguyên nhân của bệnh itai-itai
Nguyên nhân của bệnh itai-itai được xác định là do nhiễm độc Cadmi trong nguồn nước từ vịnh sông Jinzugawa. Nguồn Cadmi đã được phát hiện là từ công ty khai thác và luyện quặng Mitsui. Công ty khai thác Mitsui đã bắt đầu đổ Cadmi ra dòng song Jinzugawa từ năm 1910. Cadmi đã nhiễm độc dòng sông, từ đó nhiễm độc nguồn nước của địa phương. Bất cứ ai uống nước hoặc ăn thức ăn được trồng với nguồn nước bị nhiễm đó, ví dụ như gạo, đều cho thấy những dấu hiệu của bệnh itai-itai.

### Triệu chứng của bệnh itai-itai
Những triệu chứng đầu tiên là đau xương sống và chân. Tuy nhiên, khi căn bệnh tiến triển, những triệu chứng sau có thể xảy ra:
·     Đau khiến người bệnh suy nhược
·     Gãy xương do những chấn thương hoặc hoạt động nhẹ (ví dụ như ho hay đi lại)
·     Biến dạng của xương
·     Thiếu máu
·     Rối loạn hoạt động của thận

### Kết quả của itai-itai
Hầu hết các nạn nhân của bệnh itai-itai đều phải hạn chế chỉ nằm ở trên giường vì đi lại là vô cùng đau đớn. Những người dân ở khu vực lân cận đã bị hại bởi căn bệnh này đã kiện công ty khai thác và luyện quặng Mitsui vào năm 1968. Những người dân đã thắng kiện và bắt đầu được nhận các khoản bồi thường. Công ty khai thác Mitsu đã công khai nhận rằng việc họ đổ cadmi ra dòng sông Jinzugawa  đã gây ra căn bệnh itai-itai đó. Công ty cũng đã bị ép buộc phải trả toàn bộ tri phí cho việc phục hồi lại đất khu vực đó. Điều đó có nghĩa là họ phải đảm bảo rằng mảnh đất đã bị làm hư bằng các chất độc hại đó phải được trả về tình trạng an toàn và có thể canh tác được.

## Căn bệnh Minamata
Trường hợp báo cáo đầu tiên về bệnh Minamata xuất hiện ở Minamata thuộc tỉnh Kumamoto vào năm 1956. Rất nhiều những người bệnh đầu tiên đã trở nên phát điên vì những triệu chứng của bệnh và trong một số trường hợp chết ngay trong vòng 1 tháng sau khi bị ảnh hưởng. Sau một cuộc điều tra kĩ càng, căn bệnh Minamata đã được xác minh là do nhiễm độc kim loại nặng, đặc biệt là thủy ngân metyla (methylmercury), được truyền đến người bệnh khi ăn phải cá bị độc từ Vịnh Minamata. Thủy ngân metyla trong cá bị độc đã tấn công hệ thần kinh trung ương của những người bị bệnh, gây ra nhiều triệu chứng khác nhau

### Các triệu chứng của bệnh Minamata
·     Tê tay và chân
·     Không thể giữ thăng bằng
·     Chóng mặt, choáng váng
·     Ù tai
·     Thị lực đường hầm, chỉ nhìn thấy một khoảng hẹp
·     Điếc
·     Giảm khả năng giao tiếp (nói lắp)
Đa phần các bệnh nhân biểu hiện một vài triệu chứng kể trên chứ không phải là tất cả.

### Tập đoàn Chisso
Nguyên nhân của sự ô nhiễm ở vịnh Minamata được  tìm thấy là do Tập đoàn Chisso đã đổ thủy ngân methyla xuống Minamata. Tập đoạn này đã chế tạo acetaldehyde để sản xuất axit acetic và cinyl clorua; tuy nhiên, thủy ngân metyla là sản phẩm phụ của quá trình chế tạo các chất hoá học này. Thủy ngân metyla sau đó đã được đổ vào nguồn nước như là các chất thải hoá học. Sau khi bất ngờ nhận ra việc đổ thải này, Chisso đã không đưa ra quyết định ngường sản xuất và đổ thải nhưng chất hoá học này vào vịnh cho đến tận năm 1966. Ngày hôm nay, Chiso phải trả các khoản bồi thường cho tất cả các bệnh nhân mắc bệnh Minamata.

### Kết quả của Minamata
Vào năm 1970, Luật kiểm soát ô nhiễm nước của Nhật Bản, quy định rằng tất cả các nhà máy đều bị quy định theo pháp luật về việc xử lý chất thải đối với những chất hoá học độc hại, đã được ban hành. Trong năm 1977, chính phủ Nhật Bản đã đứng ra làm sạch vịnh Minamata bằng việc hút hết 1.5 triệu mét khối Thủy ngân methyla đã bị quánh bùn ở đáy vịnh. Sau đó, vào năm 1997, sau khi tốn 40 năm thu dọn và 359 triệu đô la, chủ tịch tỉnh Kumamoto đã cho rằng vịnh Minamata an toàn trở lại.

## Căn bệnh Niigata Minamata
Vào năm 1965, một số bệnh nhân ở tỉnh Niigata có hiểu hiện của căn bệnh Minamata. Bệnh Niigata Minamata gây ra bở nhiễm độc thủy ngân methyla ở vịnh sông Agano. Tuy nhiên, sự bùng phát lần thứ hai của bệnh Minamata này đã được phát hiện sớm. Mức độ bùng phát đã được kìm hãm so với lại căn bệnh Minamat đầu tiên xảy ra ở tỉnh Kumamoto. Kết quả điều tra nguyên nhân của căn bệnh đã quy cho khoa y của Trường đại học Niigata. Có một vài nhân tố có thể là nguyên nhân của cơn bùng phát như, dọc theo vịnh sông Agano có một vài nhà máy đã sử dụng thủy ngân trong quá trình sản xuất, các chất hoá học sử dụng trong nông nghiệp đã được dùng rộng rãi trong vùng, và khả năng cuối cùng có thể  là do một trận động đất đã xảy ra 1 năm trước đó ở Niigata.

### Các triệu chứng của bệnh Niigata Minamata
Như được ngụ ý từ tên gọi, bệnh Niigata Minamata tương tự như bệnh Minamata; chúng đều có những triệu chứng tương tự:
·     Tê tay và chân
·     Không thể giữ thăng bằng
·     Chóng mặt, choáng váng
·     Ù tai
·     Thị lực đường hầm, chỉ nhìn thấy một khoảng hẹp
·     Điếc
·     Giảm khả năng giao tiếp (nói lắp)

### Showa Denko
Vào mùa xuân năm 1966, các nhà nghiên cứu đã xác định rằng khả năng cao nguyên nhân của việc đổ thủy ngân methyla là do nhà máy của tập đoàn Showa Denko. Showa Denko được đặt tại đầu nguồn của con sông Agano, và tương tự như trường hợp của tập đoàn Chisso, Showa Denko đã từ chối tất cả các lời cáo buộc rằng họ là nguyên nhân của đợt bùng phát căn bệnh Niigata Minamata.

### Kết quả của căn bệnh Niigata Minamata
Sau rất nhiều tranh cãi, Showa Denko đã bị tìm thấy là có tội trong việc cẩu thả xả chất thải của mình và bị buộc phải trả hết số tiền bồi thường cho tất cả các nạn nhân của bệnh Niigata Minamata. Trong năm mà Niigata Minamata đã được phát hiện ra, có 26 người đã bị xác định là nhiễm bệnh, và 5 người chết do nhiễm độc thủy ngân.

## Bệnh suyễn Yokkaichi
Yokkaichi là một thành phố nẳm ở trung tâm của Nhật Bản thuộc tỉnh Mie; được biết đến như là "thị trấn dầu mỏ" khi mà thành phố này sản xuất ra gần như toàn bộ một phần tư số lượng dầu mỏ của Nhật Bản. Nhà máy lọc dầu đầu tiên đã được xây ở khu vực này từ năm 1955 và sau khi nhà máy được xây dựng, rất nhiều các căn bệnh về hô hấp đã xảy ra trong thành phố và các quận lân cận.

### Nguyên nhân của bệnh suyễn Yokkaichi
Ở giữa thành phố là trạm phát điện bằng dầu và nhà máy lọc dầu lớn nhất của Nhật Bản vào thời điểm đó. Không may là trạm lọc dầu này đã không được trang bị với các máy móc có thể làm giảm lượng phát xạ lưu huỳnh dioxide trước khi xả vào không khí. Vào đầu những năm 1960, các căn bệnh về đường hô hấp bắt đầu bùng phát trong dân cư bình thường của Yokkaichi và các vùng lân cận. Sự gia tăng các vấn đề hô hấp này đã được gọi riêng là bệnh xuyễn Yokkaichi. Dạng bệnh xuyễn này đã rất phổ biến ở Yokkaichi – nhiều đến mức mà thực tế có 5-10% số dân cư 40 tuổi ở Yokkaichi đã bị ghi nhận là mắc bệnh viêm mãn tính cuống phổi, trong chỉ có ít hơn 3% là ghi nhận mắc cùng căn bệnh này ở những khu vực không bị ô nhiễm.

### Hệ thống trợ cấp cho bệnh suyễn Yokkaichi
Để giúp đỡ rất nhiều nạn nhân của căn bệnh này, một hệ thống trợ cấp công cộng cho tình trạng ô nhiễm không khí đã được thiết lập vào năm 1965. Hệ thống này quy định rằng tất cả những người dân trong khu vực Yokkaichi mà đạt những tiêu chuẩn sau sẽ được nhận bồi thường từ chương trình:
1.   Mắc các căn bệnh đã được quy định như là bệnh xuyễn cuống phổi, bệnh viêm cuống phổi, bệnh viêm phổi khí thũng, và các trường hợp phức tạp khác.
2.   Nằm trong khu vực quy định nơi mà sự xuất hiện của các bệnh này đã tăng cao.
3.   3 năm sống ở khu vực.
Ngày nay, có rất nhiều các bộ luật đã quy định lượng khí thải lưu huỳnh dioxide mà một nhà máy có thể thoát ra vào không khí. Những bộ luật này đã giúp giữ cho thảm hoạ của Bệnh suyễn Yokkaichi không xảy ra lần nào nữa trong biên giới của đất nước mặt trời mọc này.